# Carausius patruclis
Carausius patruclis är en insektsart som beskrevs av Brunner von Wattenwyl 1907. Carausius patruclis ingår i släktet Carausius och familjen Phasmatidae. Inga underarter finns listade.